# Idalus noiva
Idalus noiva är en fjärilsart som beskrevs av Jones 1914. Idalus noiva ingår i släktet Idalus och familjen björnspinnare. Inga underarter finns listade i Catalogue of Life.